# Phaedimus rafaelii
Phaedimus rafaelii är en skalbaggsart som beskrevs av Miksic 1977. Phaedimus rafaelii ingår i släktet Phaedimus och familjen Cetoniidae. Inga underarter finns listade i Catalogue of Life.